# Rubus splendidissimus
Rubus splendidissimus är en rosväxtart som beskrevs av Kanesuke Hara. Rubus splendidissimus ingår i släktet rubusar, och familjen rosväxter. Inga underarter finns listade i Catalogue of Life.